# Угличское водохранилище
У́гличское водохрани́лище — водохранилище руслового типа на реке Волга, расположенное в пределах Угличского района Ярославской области и Кимрского, Калязинского и Кашинского районов Тверской области. Создано в 1939 году в связи с постройкой Угличской ГЭС в Угличе. Водохранилище используется для энергетики, судоходства, рыболовства, а также для водоснабжения. На берегах расположены районные центры Калязин и Кимры, пгт. Белый Городок и множество сельских населённых пунктов.
Угличское водохранилище руслового типа, вытянуто на 146 км, осуществляет сезонное регулирование стока. Высота над уровнем моря — 113 м. Площадь водосбора — 60 000 км².

## История
Территория нынешнего Угличского водохранилища находится на исторической территории древнерусских удельных княжеств — Углицкого и Кашинского. Эти исторические места, заселённые с древних времён, имеют множество памятников истории и архитектуры. Культурным центром края с XVII в. стал Макарьев Калязинский монастырь.
14 сентября 1935 года Совет народных комиссаров СССР и ЦК ВКП(б) приняли постановление о начале строительства Рыбинского и Угличского гидроузлов. Построено в 1939—1943 годах. К 1947 году завершилось заполнение водохранилища.
В общей сложности при создании Угличского водохранилища затоплению подверглись около 100 деревень и сёл, 30 городских и сельских храмов.

## Современное состояние
Площадь водохранилища — 249 км², объём — 1,245 км³, полезный объём — 0,809 км³, средняя глубина — 5,5 м, ширина до 5 км. Самый широкий разлив — Скнятинский плёс (5,1 км).
Максимальная глубина — 23 м. Наибольшую глубину имеет по основному руслу Волги. Большую площадь занимают мелководья с глубинами менее 5 м (56 % общей площади). Водохранилище однолетнего регулирования — за зимний период, до начала таяния снега, оно срабатывается по уровню на 2-3 метра, во многих местах уходя в старые русла рек. В весенний период водохранилище вновь заполняется талыми водами, до нормативной отметки — 113 м над уровнем моря. Летом выполняются периодические пропуски воды на ГЭС, отчего уровень воды колеблется..
Правые притоки — Дубна, Хотча, Печухня, Волнушка, Нерль, Жабня; левые притоки: Медведица (самый большой и полноводный приток), Кашинка и Пукша.

## Рыбалка
В водоёме обитает 29 видов рыб, типичных для Волжского бассейна. Основными являются лещ, плотва, щука, густера, уклейка, налим, окунь, ёрш, второстепенными — язь, елец, голавль, жерех, линь, пескарь, чехонь, карась, подуст, синец, сом. Ведётся промысловый лов рыбы. Рыбалка на Угличском водохранилище привлекает массу любителей.
Траловые выловы, проводимые в рамках научно-исследовательской программы по изучению водохранилища, наглядно показали, что самая распространённая рыба в водоёме — лещ. Его численность составляет порядка 55—60 % от всей рыбы, обитающей в водоёме. Количество судака, жереха и крупного окуня в водохранилище с годами остаётся неизменным, но ловят их только те, кто хорошо освоил места постоянного обитания и пути сезонной миграции рыбы.
На Угличском водохранилище почти нет постоянных мест обитания той или иной рыбы. Стаи хищников и мирной рыбы постоянно кочуют в поисках лучших кормовых и богатых кислородом мест.